# Lista de deputados estaduais da Bahia da 17.ª legislatura
Esta é a lista dos deputados estaduais da Bahia que ocupam a Assembleia Legislativa da Bahia no mandato iniciado em 1º de janeiro de 2011 a 31 de dezembro de 2014 eleitos em outubro de 2010.

## Composição das bancadas
| Partido | Líder                       | Bancada | Posição      |
| ------- | --------------------------- | ------- | ------------ |
| PT      | Rosemberg Pinto             | 14 / 63 | Governo      |
| PP      | Ronaldo Carletto            | 6 / 63  | Governo      |
| PMDB    | Luciano Simões              | 6 / 63  | Independente |
| PDT     | Euclides Fernandes          | 5 / 63  | Governo      |
| PSC     | Targino Machado             | 5 / 63  | Oposição     |
| DEM     | Paulo Azi                   | 5 / 63  | Oposição     |
| PR      | Graça Pimenta               | 4 / 63  | Independente |
| PCdoB   | Álvaro Gomes                | 3 / 63  | Governo      |
| PTN     | João Carlos Bacelar Batista | 3 / 63  | Oposição     |
| PSL     | Nelson Leal                 | 2 / 63  | Governo      |
| PRB     | Sidelvan Nóbrega            | 2 / 63  | Governo      |
| PRP     | Bruno Reis                  | 2 / 63  | Oposição     |
| PTdoB   | Cláudia Oliveira            | 2 / 63  | Independente |
| PSDB    | Adolfo Viana                | 2 / 63  | Oposição     |
| PSB     | Pastor Sargento Isidório    | 1 / 63  | Governo      |
| PV      | Eures Ribeiro               | 1 / 63  | Independente |

## Votação dos deputados estaduais
Na Bahia foram eleitos sessenta e três (63) deputados estaduais.
| Número | Deputados estaduais eleitos | Partido | Votação | Percentual | Cidade onde nasceu     | Unidade federativa  |
| 12012  | Marcelo Nilo                | PDT     | 139.794 | 2,06%      | Antas                  | Bahia               |
| 11222  | Mário Negromonte Júnior     | PP      | 113.398 | 1,67%      | Paulo Afonso           | Bahia               |
| 11234  | Ronaldo Carletto            | PP      | 101.816 | 1,50%      | Conceição da Barra     | Espírito Santo      |
| 13123  | Zé Neto                     | PT      | 81.223  | 1,20%      | Feira de Santana       | Bahia               |
| 13467  | Luíza Maia                  | PT      | 79.858  | 1,18%      | Ruy Barbosa            | Bahia               |
| 11011  | Cacá Leão                   | PP      | 79.137  | 1,17%      | Salvador               | Bahia               |
| 12345  | Roberto Carlos              | PDT     | 75.873  | 1,12%      | Uauá                   | Bahia               |
| 13222  | Zé Raimundo                 | PT      | 70.322  | 1,04%      | Pojuca                 | Bahia               |
| 13444  | Rosemberg Pinto             | PT      | 70.122  | 1,03%      | Itororó                | Bahia               |
| 20000  | Maria Luiza Carneiro        | PSC     | 65.930  | 0,97%      | Feira de Santana       | Bahia               |
| 17700  | Deraldo Damasceno           | PSL     | 65.297  | 0,96%      | Salvador               | Bahia               |
| 22123  | Graça Pimenta               | PR      | 64.935  | 0,96%      | Feira de Santana       | Bahia               |
| 12393  | Euclides Fernandes          | PDT     | 63.013  | 0,93%      | Riacho de Santana      | Rio Grande do Norte |
| 25161  | Tom Araújo                  | DEM     | 62.391  | 0,92%      | Salvador               | Bahia               |
| 10123  | Sidelvan Nóbrega            | PRB     | 62.386  | 0,92%      | Malta                  | Paraíba             |
| 25444  | Rogério Andrade             | DEM     | 60.292  | 0,89%      | Santo Antônio de Jesus | Bahia               |
| 13140  | Marcelino Galo              | PT      | 59.456  | 0,88%      | Salvador               | Bahia               |
| 17777  | Nelson Leal                 | PSL     | 58.817  | 0,87%      | Salvador               | Bahia               |
| 13690  | Neusa Cadore                | PT      | 58.059  | 0,86%      | Gaspar                 | Santa Catarina      |
| 70456  | Claudia Oliveira            | PTdoB   | 58.034  | 0,86%      | Itabuna                | Bahia               |
| 25166  | Gildasio Penedo Filho       | DEM     | 57.900  | 0,85%      | Salvador               | Bahia               |
| 13567  | Fátima Nunes                | PT      | 57.843  | 0,85%      | Paripiranga            | Bahia               |
| 10456  | Pastor José de Arimateia    | PRB     | 56.896  | 0,84%      | Alexandria             | Rio Grande do Norte |
| 13113  | Paulo Rangel de Lima        | PT      | 55.761  | 0,82%      | Paulo Afonso           | Bahia               |
| 13139  | Joseildo Ramos              | PT      | 55.721  | 0,82%      | Alagoinhas             | Bahia               |
| 44333  | Bruno Reis                  | PRP     | 55.267  | 0,81%      | Petrolina              | Pernambuco          |
| 13131  | Maria del Carmen            | PT      | 53.792  | 0,79%      | A Cañiza               | Espanha             |
| 11111  | Aderbal Caldas              | PP      | 53.224  | 0,78%      | Itapicuru              | Bahia               |
| 44111  | Adolfo Menezes              | PRP     | 52.255  | 0,77%      | Campo Formoso          | Bahia               |
| 65333  | Fabrício Falcão             | PCdoB   | 52.057  | 0,77%      | Feira de Santana       | Bahia               |
| 15015  | Leur Lomanto Júnior         | PMDB    | 50.469  | 0,74%      | Salvador               | Bahia               |
| 22555  | Reinaldo Braga              | PR      | 49.854  | 0,74%      | Xique-Xique            | Bahia               |
| 15600  | Alan Sanches                | PMDB    | 47.298  | 0,70%      | Salvador               | Bahia               |
| 12700  | João Bonfim                 | PDT     | 47.083  | 0,69%      | Brumado                | Bahia               |
| 19678  | João Carlos Bacelar Batista | PTN     | 46.990  | 0,69%      | Esplanada              | Bahia               |
| 40333  | Pr Sgtº Isidório            | PSB     | 46.963  | 0,69%      | Salvador               | Bahia               |
| 20123  | Carlos Ubaldino             | PSC     | 46.796  | 0,69%      | Cipó                   | Bahia               |
| 22220  | Sandro Régis                | PR      | 46.783  | 0,69%      | Salvador               | Bahia               |
| 25800  | Herbert Barbosa             | DEM     | 46.723  | 0,69%      | Barreiras              | Bahia               |
| 15456  | Ivana Bastos                | PMDB    | 46.401  | 0,68%      | Caetité                | Bahia               |
| 15123  | Luciano Simões              | PMDB    | 46.296  | 0,68%      | Salvador               | Bahia               |
| 11000  | Luiz Augusto                | PP      | 45.505  | 0,67%      | Vitória da Conquista   | Bahia               |
| 20456  | Targino Machado             | PSC     | 45.265  | 0,67%      | Salvador               | Bahia               |
| 70123  | Maria Luiza Laudano         | PTdoB   | 43.937  | 0,65%      | Pojuca                 | Bahia               |
| 20890  | Ângela Sousa                | PSC     | 43.588  | 0,64%      | Ilhéus                 | Bahia               |
| 15678  | Pedro Tavares               | PMDB    | 43.202  | 0,64%      | Salvador               | Bahia               |
| 15155  | Temoteo Brito               | PMDB    | 42.927  | 0,63%      | Itapetinga             | Bahia               |
| 11456  | Angelo Coronel              | PP      | 41.346  | 0,61%      | Coração de Maria       | Bahia               |
| 25111  | Paulo Azi                   | DEM     | 40.992  | 0,60%      | Salvador               | Bahia               |
| 13678  | José Carlos da Silva        | PT      | 40.850  | 0,60%      | Madre de Deus          | Bahia               |
| 12580  | Paulo Camera                | PDT     | 40.666  | 0,60%      | Salvador               | Bahia               |
| 20777  | Vando                       | PSC     | 39.738  | 0,59%      | Monte Santo            | Bahia               |
| 13613  | Bira Corôa                  | PT      | 39.254  | 0,58%      | Salvador               | Bahia               |
| 13234  | Yulo Oiticica               | PT      | 38.967  | 0,57%      | Salvador               | Bahia               |
| 13458  | Carlos Brasileiro           | PT      | 38.825  | 0,57%      | Senhor do Bonfim       | Bahia               |
| 65321  | Álvaro Gomes                | PCdoB   | 38.463  | 0,57%      | Tapiramutá             | Bahia               |
| 22333  | Elmar Nascimento            | PR      | 38.406  | 0,57%      | Campo Formoso          | Bahia               |
| 19170  | Carlos Geilson              | PTN     | 37.205  | 0,55%      | Feira de Santana       | Bahia               |
| 65123  | Kelly Magalhães             | PCdoB   | 36.141  | 0,53%      | Barreiras              | Bahia               |
| 45450  | Adolfo Viana                | PSDB    | 32.625  | 0,48%      | Salvador               | Bahia               |
| 45670  | Augusto Castro              | PSDB    | 31.062  | 0,46%      | Ibicaraí               | Bahia               |
| 19456  | Coronel Gilberto Santana    | PTN     | 28.732  | 0,42%      | Itabuna                | Bahia               |
| 43444  | Eures Ribeiro Pereira       | PV      | 25.932  | 0,38%      | Bom Jesus da Lapa      | Bahia               |

Obs.: A tabela acima mostra somente os 63 deputados estaduais eleitos.

## Blocos e lideranças
Os deputados da 17ª Legislatura (2011-2015) da ALBA estão organizados entre a bancada da maioria (PT, PP, PDT, PCdoB, PSL, PRB, PSB, PV, PSD) e a bancada da minoria (PMDB, DEM, PR, PSDB, PRP, PTN, PSC). Ademais, há o PT e o PSD com mais de seis deputados eleitos; os blocos parlamentares agrupando partidos (PSDB-PR, PDT-PCdoB, PSC-PTN-PRP, PSL-PRB-PP e PMDB-DEM); e as representações partidárias de partidos com menos de seis deputados (PSB e PV).
| Bancadas                   | Partidos                                   | Líder              | Vice-líderes |
| -------------------------- | ------------------------------------------ | ------------------ | --- |
| Maioria                    | PT, PP, PDT, PCdoB, PSL, PRB, PSB, PV, PSD | Zé Neto            | Ângela Sousa, Cacá Leão, Fabrício Falcão, Fátima Nunes, Marcelino Galo, Marquinho Viana, Pastor Sargento Isidório, Sidelvan Nóbrega |
| Minoria                    | PMDB, DEM, PR, PSDB, PRP, PTN, PSC         | Elmar Nascimento   | Bruno Reis, Carlos Geilson, Gaban, Pedro Tavares                                                                                    |
| Partido                    | Partidos                                   | Líder              | Vice-líderes |
| PSD                        |                                            | Alan Sanches       | Rogério Andrade |
| PT                         |                                            | Rosemberg Pinto    | Luiza Maia, Marcelino Galo, Zé Raimundo                                                                                             |
| Bloco parlamentar          | Partidos                                   | Líder              | Vice-líderes |
| PSL / PRB / PP             |                                            | Ronaldo Carletto   | Cacá Leão, Delegado Deraldo Damasceno                                                                                               |
| PDT / PCdoB                |                                            | Euclides Fernandes | Roberto Carlos |
| PMDB / DEM                 |                                            | Luciano Simões     | Herbert Barbosa, Tom Araújo |
| PSDB / PR                  |                                            | Adolfo Viana       | Augusto Castro, Graça Pimenta |
| PSC / PTN / PRP            |                                            | Targino Machado    | Jurandy Oliveira, Vando |
| Representações partidárias | Partidos                                   | Representante      | Representante |
| PSB                        |                                            | Capitão Tadeu      | Capitão Tadeu |
| PV                         |                                            | Marquinho Viana    | Marquinho Viana |